# Circuit de Lleida
El Circuit de Lleida, o Circuit Municipal d'Autocròs de Lleida és un circuit de velocitat sobre terra i d'Eslàlom.

## Geografia
Està ubicat a l'oest del terme de Lleida, a cavall de les partides de la Caparrella i Malgovern, a la zona coneguda com La Serra. Té accés directe des de la carretera N-IIa, al quilòmetre 456,5.
És situat a 162.1 metres d'altitud sobre el nivell del mar a la seva part més baixa, a l'est, i a 177,5 metres a la més alta, a l'oest del traçat, amb un desnivell màxim de 8 metres.

## El Traçat
Disposa de 2 sub-traçats diferents, un amb una longitud de 1.200 metres i l'altre amb 1.000 metres.
La pista presenta una amplada mínima de dotze metres i màxima de catorze. Pel que fa a les corbes, el traçat llarg en té sis d'esquerres i 3 de dretes, mentre que el curt ofereix cinc d'esquerres i dues de dretes. Un pantà permanent propi assegura el reg per mantenir el traçat en condicions òptimes d'humitat.

## Les Instal·lacions
Disposa de graderies naturals a la seva part més alta i vial exterior a tot el perímetre. Els seus boxs ocupen una superfície de 20.000 metres quadrats i disposa de 40.000 m² de zona d'aparcament. Infermeria, una zona de dutxes,dos serveis públics, dos Bars i tribuna VIP completen les instal·lacions.

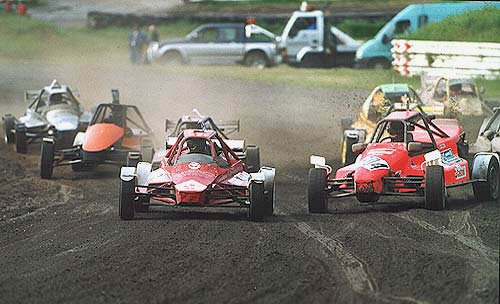
Imatge d'una cursa d'Autocròs.

## Les Curses
Amb un historial de campionats de Catalunya d'autocròs des del 2004 i d'Espanya des del 2002, a més d'altres campionats menors i locals des dels inicis, el circuit ha col·laborat de sempre en la formació dels pilots lleidatans.

## Actualitat
El circuit segueix gestionat i explotat per l'Escuderia Lleida, qui hi afegeix millores any rere any.